# Сураманово
Сурама́ново (баш. Сораман) — деревня в Учалинском районе Башкортостана России. Входит в состав Амангильдинского сельсовета.

## Население
| 2002 | 2009 | 2010 |
| ---- | ---- | ---- |
| 332  | ↗370 | ↘291 |

Национальный состав
Согласно переписи 2002 года, преобладающая национальность — башкиры (100 %).

## Географическое положение
Расстояние до:
- районного центра (Учалы): 69 км,
- центра сельсовета (Малоказаккулово): 9 км,
- ближайшей железнодорожной станции (Урал-Тау): 39 км.

## Известные уроженцы
- Галяутдинов, Ишмухамет Гильмутдинович (1 января 1948 — 10 октября 2015) — советский и российский языковед, член-корреспондент Академии наук Республики Башкортостан (1995), доктор филологических наук (1992), профессор (1994), Заслуженный работник культуры Российской Федерации (2005)[5][6].